# Culture dérobée

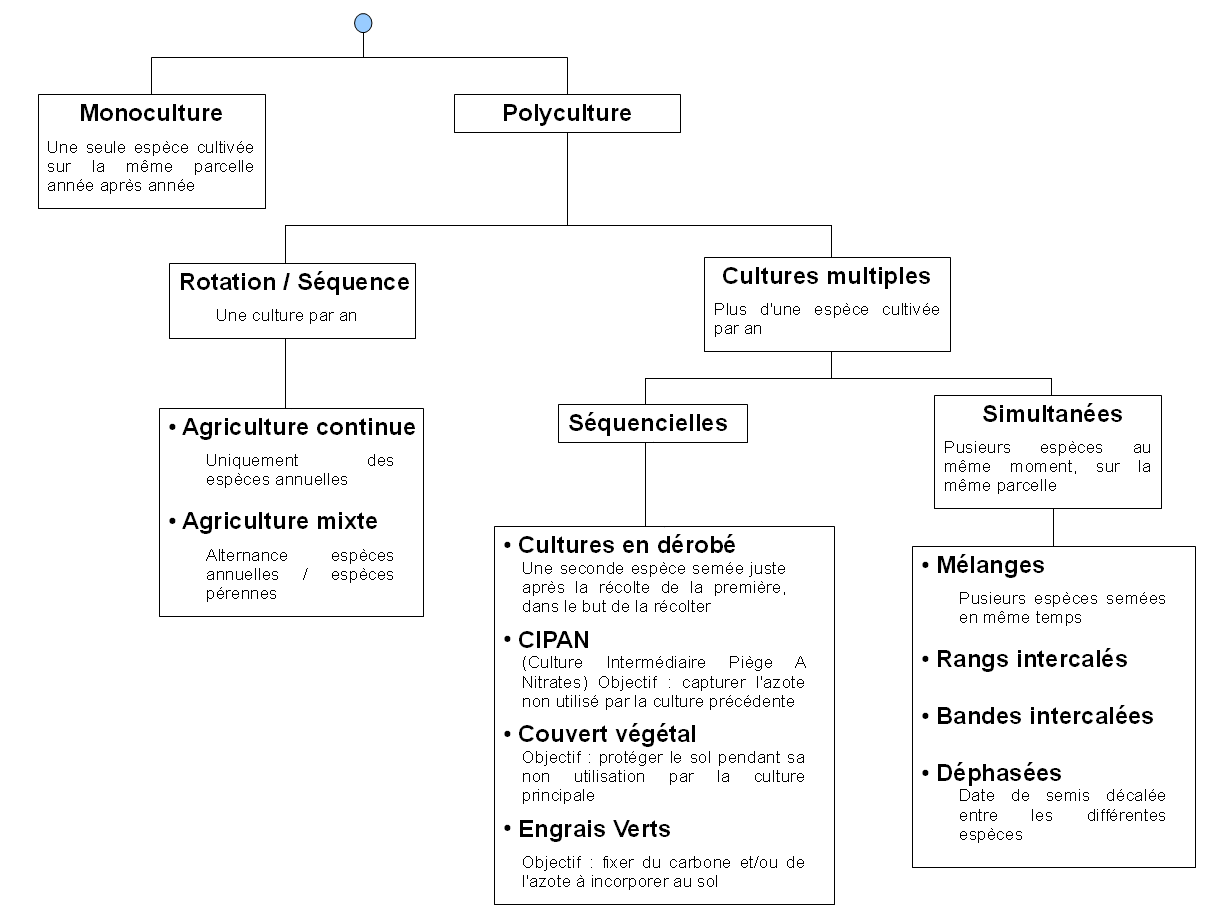
Classification des principaux groupes de système de culture : monoculture, polyculture (dont les cultures dérobées : cultures multiples séquentielles).

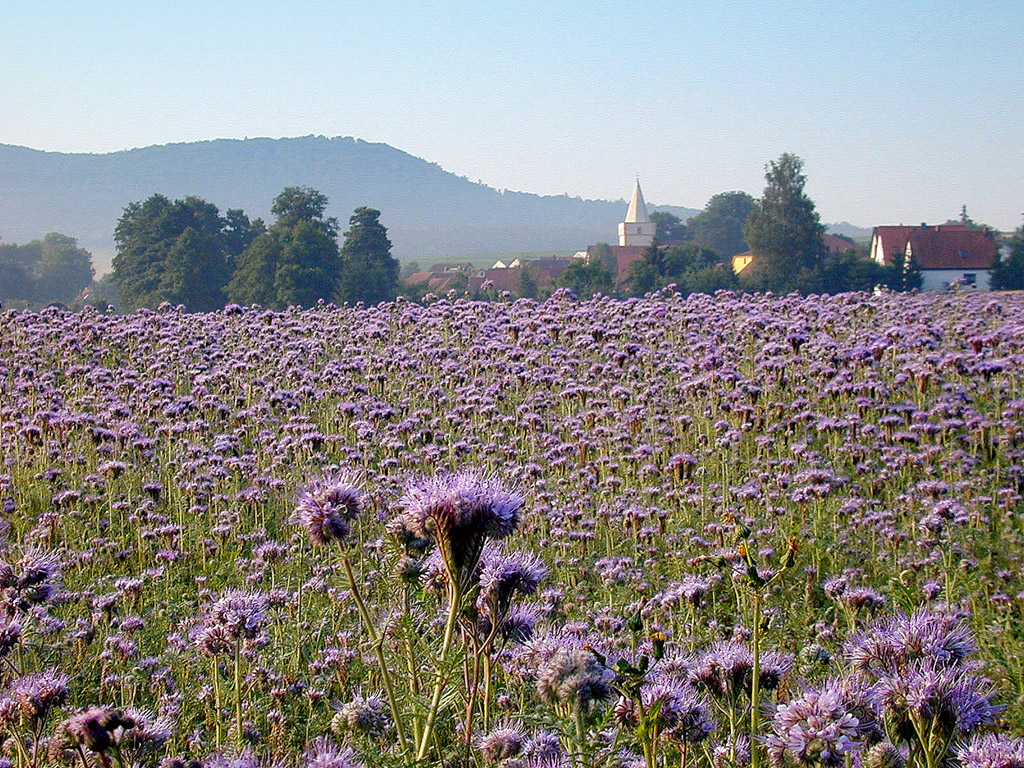
Champ de phacélies en Allemagne.

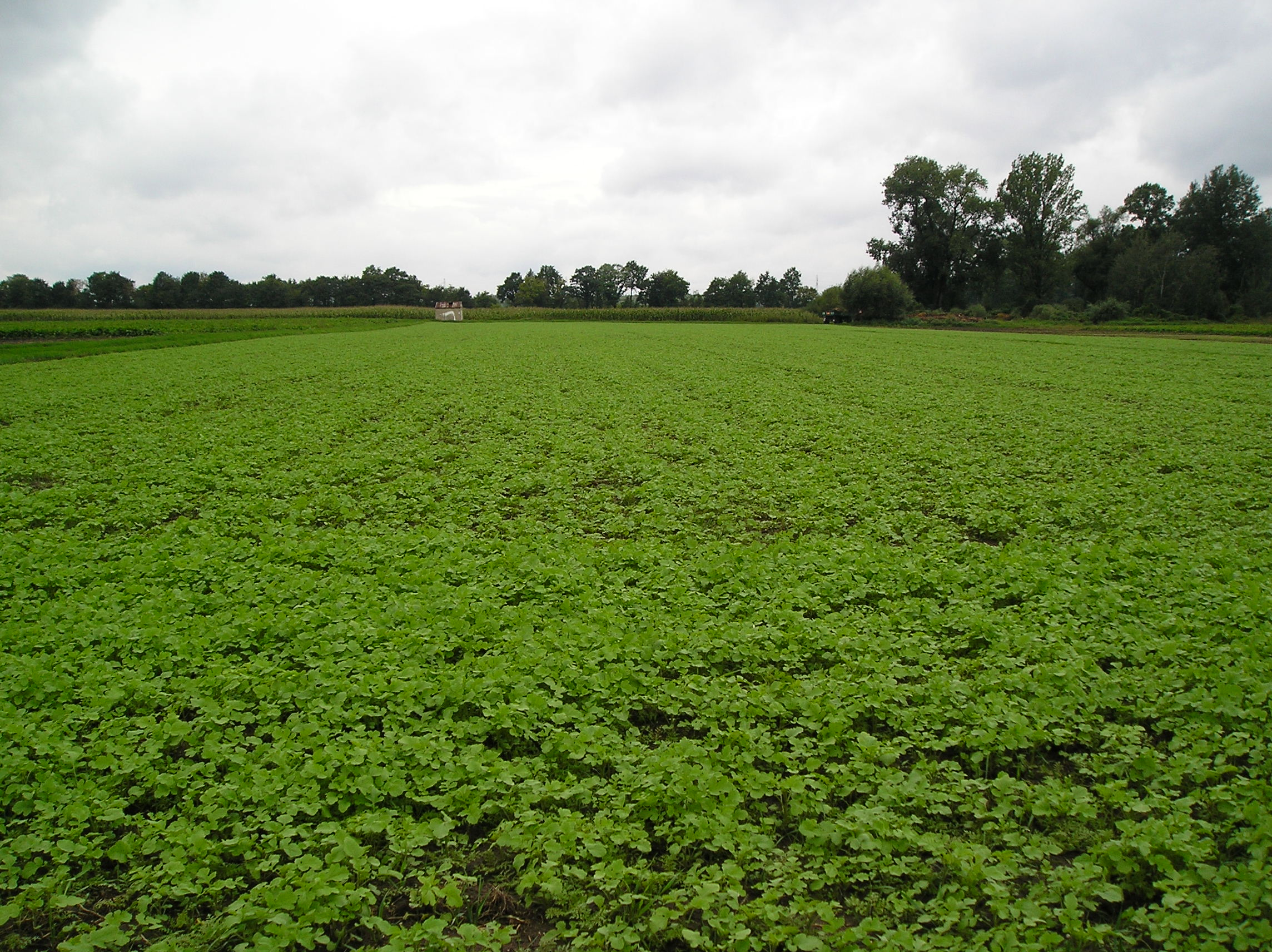
Culture dérobée de moutarde blanche en Pologne.

En agriculture et horticulture, une culture dérobée, ou culture intermédiaire, est une culture séquentielle, à croissance rapide, qui est cultivée entre deux cultures principales annuelles successives (ce qui la distingue de la culture intercalaire), pendant la période plus ou moins longue dite d'interculture.
Par exemple, des radis, qui sont mûrs 25 à 30 jours après le semis, peuvent être cultivés entre des rangs d'autres légumes et être récoltés  bien avant la maturité de la culture principale. De même, une culture dérobée peut être semée entre une récolte de printemps et les plantations ou semis d'automne de certaines cultures.
Dans le cadre d'un assolement, la culture dérobée permet d'optimiser l'utilisation des terres agricoles disponibles.
Les cultures dérobées permettent le plus souvent de récolter des fourrages pour l'alimentation des animaux, des plantes destinées à la valorisation énergétique, ou peuvent être enfouies comme engrais verts. Elles peuvent aussi servir à piéger des éléments minéraux du sol pour éviter ou limiter le phénomène de lessivage, de l'azote par exemple.